# Phlebotomus salehi
Phlebotomus salehi är en tvåvingeart som beskrevs av Mesghali 1965. Phlebotomus salehi ingår i släktet Phlebotomus och familjen fjärilsmyggor. Inga underarter finns listade i Catalogue of Life.